# Thomas Gil
Thomas Gil (* 21. Oktober 1954 in Madrid) ist ein deutscher Philosoph.

## Leben
Thomas Gil studierte Philosophie und Sozialwissenschaften (Soziologie und Wirtschaft) in Bonn und Münster. Nach Promotion (1981) und Habilitation (1992) folgten Lehrtätigkeiten in Stuttgart (Hochschuldozent), St. Gallen (Ordinariat), Brüssel (Chaire Chaim Perelman), London und an der University at Albany, The State University of New York. Er lehrte von 1998 bis 2022 an der Technischen Universität Berlin als Professor für Praktische Philosophie.
In seiner Habilitationsschrift Kritik der klassischen Geschichtsphilosophie beschäftigte er sich mit Formen der Kritik an der klassischen Geschichtsphilosophie, die mit der Absicht entwickelt wurden, eine bestimmte Sozialwissenschaft (die Geschichtswissenschaft bzw. die Soziologie) zu begründen.
In seinem Denken ist Gil um die Rekonstruktion der Entstehungs- und Geltungsbedingungen von Gedanken und Argumentationen bemüht. In verschiedenen Arbeiten über ethische Begründungen und Argumentationen, Bewertung von Technisierungsprojekten, Strategien der Rechtfertigung von Staatshandeln, traditionelle Handlungs- und Rationalitätsmodelle, praktische Paradoxien sowie die Begriffe der Person, der ästhetischen Erfahrung und des Wissens bringt Gil philosophiehistorische und systematische Perspektiven und Interessen zusammen, um sowohl der internen Struktur als auch den externen Funktionsbedingungen des argumentativen Denkens gerecht zu werden.

## Schriften
- Kulturtheorie. 1990, ISBN 3-89406-168-5.
- Kritik der Geschichtsphilosophie. 1993, ISBN 3-476-45028-7.
- Ethik. 1993, ISBN 3-476-10276-9.
- Gestalten des Utopischen. 1997, ISBN 3-87940-576-X.
- Einführung in philosophisches Denken. 1998, ISBN 3-8252-2028-1.
- Demokratische Technikbewertung. 1999, ISBN 3-87061-841-8.
- Kritik der klassischen Geschichtsphilosophie. 1999, ISBN 3-87061-856-6.
- Kulturphilosophie des Alltags. 1999, ISBN 3-8305-0053-X.
- Handlungen, Rationalität, Moral. 2000, ISBN 3-8305-0093-9.
- Der Begriff der ästhetischen Erfahrung. 2000, ISBN 3-8305-0112-9.
- Bewertungen. 2001, ISBN 3-8305-0158-7.
- Praktische Rationalität. 2002, ISBN 3-7983-1891-3.
- Practical Reasoning. 2002, ISBN 3-8305-0298-2.
- Die Rationalität des Handelns. 2003, ISBN 3-7705-3802-1.
- Wandel. 2004, ISBN 3-86525-203-6.
- Praktische Paradoxien. 2005, ISBN 3-937262-27-X.
- Argumentationen. Der kontextbezogene Gebrauch von Argumenten. 2005, ISBN 3-937262-19-9.
- Die Praxis des Wissens. 2006, ISBN 3-86525-213-3.
- Actions, Normativity, and History. 2010, ISBN 978-3-86525-167-1.
- Argumentieren. Argumente und ihr konkreter Gebrauch. 2012, ISBN 978-3-7983-2457-2.
- (mit Wolfgang Mack) Funktionen der Seele. 2015, ISBN 978-3-647-45244-9
- Thinking Devices. 2015, ISBN 978-3-86525-459-7.
- Metaphysische Untersuchungen. 2017, ISBN 978-3-86525-580-8.
- "Form und Inhalt. Stile philosophischen Denkens". 2016, ISBN 978-3-945878-18-7.
- Erfahrung und Hypothese. 2018, ISBN 978-3-86525-611-9.
- Geist, Fortschritt und Geschichte. 2018, ISBN 978-3-8325-4703-5.
- Conflicts, Machines, Beliefs, and Decisions. 2019, ISBN 978-3-8325-4974-9.
- Betting on What There Is. 2019, ISBN 978-3-86525-712-3.
- Patterns and Inferential Networks. 2020, ISBN 978-3-8325-5057-8.
- Talking Animals. 2020, ISBN 978-3-8325-5145-2.
- Sein und Geist. 2020, ISBN 978-3-86525-835-9.
- Bedingungen und Einstellungen. 2021, ISBN 978-3-8325-5296-1.
- Consequences. 2021, ISBN 978-3-8325-5321-0.
- Eine Welt von Folgen. 2021, ISBN 978-3-8325-5344-9.
- Der Aufbau der Welt. 2021, ISBN 978-3-86525-866-3.
- Die Wirklichkeit der Folgen. 2021, ISBN 978-3-86525-896-0.
- Zeit und Sinn. 2022, ISBN 978-3-8325-5550-4.
- Geistige Präsenz. 2023, ISBN 978-3-98859-005-3.
- Der Vorrang des Praktischen. 2023, ISBN 978-3-98859-010-7.
- Denkwege. 2023, ISBN 978-3-98859-030-5.
- Über Gott und die Welt. 2023, ISBN 978-3-8325-5645-7.
- Sinn und Unsinn 2024, ISBN 978-3-8325-5867-3.
- Objekte des Denkens 2024, ISBN 978-3-8325-5802-4.
- Denkungsart. 2024, ISBN 978-3-98859-063-3.